# Cepphis fasciata
Cepphis fasciata là một loài bướm đêm trong họ Geometridae.